# Прайслер, Альфред
Альфре́д Прайслер (нем. Alfred Preißler; 9 апреля 1921, Дуйсбург, Рейнская провинция — 15 июля 2003, Дуйсбург, Северный Рейн-Вестфалия) — западногерманский футболист и футбольный тренер, лучший бомбардир в истории дортмундской «Боруссии», за которую забил 177 голов.

## Биография

### Клубная карьера
Прайслер начал карьеру в клубе «Дуйсбургер 1900», в котором отыграл пять сезонов.
В 1944 году Прайслер стал игроком «Дуйсбургера», в котором пробыл один сезон.
В 1946 году Прайслер стал игроком дортмундской «Боруссии», команды, которая стала главной в его карьере. В составе «шмелей» Прайслер играл четыре сезона, став с 1948 по 1950 год три раза подряд победителем Западной Оберлиги. Прайслер был одним из результативных нападающих «шмелей» и дважды был лучшим бомбардиром Западной Оберлиги.
В 1950 году Прайслер перешёл в «Пройссен», в котором отыграл два сезона.
В 1952 году Прайслер вернулся в дортмундскую «Боруссию», в которой прошла остальная его карьера. В составе «шмелей» он отыграл следующие восемь сезонов и его высокая результативность стала одной из главных причин успеха команды в 1956 и 1957 году, когда были завоёваны чемпионства. Прайслер вместе с Альфредом Нипикло и Альфредом Кельбассой составлял результативную атакующую линию, которая была известна как «Три Альфреда».
В 1959 году Прайслер завершил карьеру игрока в возрасте 38 лет. На данный момент он возглавляет список лучших бомбардиров в истории дортмундской «Боруссии» со 177 голами, что является клубным рекордом.

### Карьера тренера
Прайслер работал главным тренером ряда немецких команд, среди которых были «Пирмазенс» (1962—1965), «Вупперталь» (1965—1967) и «Рот-Вайсс», который в 1969 году вывел в Бундеслигу. Затем Прайслер работал главным тренером в этой же команде с 1974 по 1975 год.

### Смерть
Скончался 15 июля 2003 года в Дуйсбурге в возрасте 82 лет.